# Город женщин (фильм)
«Город женщин» (итал. La Città Delle Donne) — кинофильм режиссёра Федерико Феллини, снятый в 1980 году.

## Сюжет
Эротические сновидения стареющего ловеласа, искажённые грёзы увядающих феминисток — в калейдоскопе озорных и ироничных наблюдений великого киномастера.
В поезде мужчина случайно знакомится с красивой женщиной и решает проводить её домой. Это решение оказалось для героя роковым: он стал заложником в Городе Женщин. Здесь эмансипированные представительницы прекрасной половины человечества отстаивают своё право на главенствующее положение в этом мире.

## В ролях
- Марчелло Мастроянни — Снапораз
- Анна Пруцналь — Элена
- Бернис Стиджерс — женщина в поезде
- Донателла Дамиани — Донателла (женщина на роликах)
- Этторе Манни — доктор Хавьер Катцоне
- Катрен Гебеляйн — Эндербрейт Смолл
- Карла Терлицци — достижение доктора Катцоне
- Йоле Сильвани — мотоциклистка
- Розария Тафури — танцующая девушка
- Доминик Лабурье — феминистка

## Съемочная группа
- Оператор: Джузеппе Ротунно
- Сценарист: Бернардино Дзаппони, Федерико Феллини
- Продюсер: Ренцо Росселлини (младший)
- Монтажер: Руджеро Мастроянни
- Композитор: Луис Бакалов
- Художник: Данте Ферретти
- Костюмы: Габриэлла Пескуччи
- Хореография: Леонетта Бентивольо